# Diga di Hemrin
La diga di Hemrin è una diga dell'Iraq che si trova sul fiume Diyala, un affluente del Tigri. La diga si trova a 100 km nordest di Baghdad. Lo scopo principale della diga è controllare le inondazioni del fiume Diyala e immagazzinare l'acqua per l'irrigazione. Inoltre possiede una centrale idroelettrica dalla potenza di 50 MW. La diga e la centrale sono state costruite dalla società jugoslava GIK Hidrogradnja (di Sarajevo, ora Bosnia ed Erzegovina) negli anni 1976-1981.